# Єдамкі
Єдамкі (пол. Jedamki, нім. Jedamken) — село в Польщі, у гміні Мілки Гіжицького повіту Вармінсько-Мазурського воєводства.